# Taicatoxin
Taicatoxin ist ein Toxin aus der Schlange Oxyuranus scutellatus scutellatus (australischer Taipan).

## Eigenschaften
Taicatoxin ist ein Proteinkomplex aus drei Proteinen, in einem Stoffmengenverhältnis von 1:1:4: ein α-Neurotoxin-ähnliches Peptid von 8 KDa, eine Phospholipase von 16 KDa und ein Proteaseinhibitor von etwa 7 KDa. Taicatoxin bindet und hemmt Calciumkanäle (L-Typ Calciumkanäle Cav1/CACNA1 und SK-Typ) und an Apamin-sensitive Calcium-abhängige Kaliumkanäle (KCa2/KCNN).